# Jan Hofer
Pour les articles homonymes, voir Hofer.
Jan Hofer, pseudonyme de Johannes Neuenhofer (né le 31 janvier 1950 à Büderich, aujourd'hui un quartier de Wesel) est un présentateur de journal télévisé allemand. Il est de 1985 à 2020 présentateur du Tagesschau sur Das Erste.

## Carrière
Hofer est l'aîné des quatre fils d'un artisan. Il grandit dans la Korbmacherstraße à Wesel, va à l'école primaire de Büderich et plus tard l'internat du Nordseegymnasiums à Langeoog. Après le lycée et le service militaire, il étudie l'administration des affaires à Cologne. Pendant ses études, il travaille à temps partiel dans la rédaction radio de Deutsche Welle. En 1976, il se porte volontaire dans diverses stations de radio. À partir de 1982, il anime ses premières émissions télévisées dans le programme régional de Saarländischer Rundfunk. En 1985, il vient au Tagesschau, où il est le principal présentateur de 2004 à 2020. En plus de son travail de lecteur de nouvelles, il anime des programmes de divertissement. Le 14 décembre 2020 à 20 h, il présente son dernier journal. Son successeur comme présentateur principal du Tagesschau est Jens Riewa.
Hofer est le principal présentateur du journal d'information RTL Direkt depuis le 16 août 2021.
De 1992 à 1994, il commente pour l'Allemagne le Concours Eurovision de la chanson.
Il anime également des événements caritatifs, des cérémonies de remise de prix et l'élection de la reine allemande du vin. De 2013 à 2015, il est membre du jury du jeu télévisé Das ist Spitze! et membre de l'équipe de devinettes Sag die Wahrheit pour quelques épisodes en 2017. En 2007, il joue un journaliste dans le film Neues vom Wixxer. En 2010, il fait une brève apparition dans la série Sesamstraße präsentiert: Eine Möhre für zwei dans l'épisode 26 (Pferd ist fernsehkrank). En 2012, il est présent dans la série Sesamstraße präsentiert: Das Geheimnis der Blumenfabrik.
De février à avril 2021, Hofer participe à la 14e saison de l'émission de danse RTL Let's Dance avec sa partenaire de danse Christina Luft, où il prend la huitième place.

## Vie privée
Au début de ses études, Hofer devient père d'une fille (née en 1971). De son mariage avec sa mère, la chanteuse de schlager Anne-Karin, il a deux autres fils (nés en 1984 et 1989). Après 15 ans de mariage, ils se séparent en 1996. De 1999 à 2014, il est en couple avec la chanteuse de schlager Conny Modauer, qui devient son manager. En octobre 2018, il épouse la germano-vietnamienne Phong Lan Truong. Le couple a un fils (né en 2015) et vit à Hambourg-Lokstedt ; depuis 2021, ils ont des résidences à Berlin et à Palma.
Depuis novembre 2005, Hofer est ambassadeur de l'hospice pour les enfants de l'Allemagne centrale pour les enfants en phase terminale, leurs parents et leurs proches. Il est également ambassadeur de la Croix-Rouge allemande.
Bien que plusieurs journaux aient recherché que le nom de naissance de Hofer est en fait Johannes Neuenhofer, Hofer lui-même nie que "Jan Hofer" soit un pseudonyme. Il a essayé de changer la page Wikipedia sur lui-même, mais sans succès. Il donne également différentes informations sur son année de naissance comme 1952 ou 1954, alors que les médias donnent comme 1950 ou 1951.

## Source de la traduction
- (de) Cet article est partiellement ou en totalité issu de l’article de Wikipédia en allemand intitulé « Jan Hofer » (voir la liste des auteurs).